# سید محمد حجت کوه‌کمری
سیّد محمّد حجّت کوه‌کمری (زادهٔ ۱۳۱۰ قمری/۱۲۷۱ شمسی در تبریز، درگذشته ۱۳۷۲ قمری/۱۳۳۱ شمسی در قم) فقیه و مرجع تقلید شیعه معاصر است که پس از درگذشت عبدالکریم حائری یزدی (۱۳۱۵ ش. ۱۳۵۵ ق) همراه دو تن دیگر از فقها، سید محمدتقی خوانساری و سید صدرالدین صدر، اداره حوزه علمیه قم را به مدت ده سال تا مهاجرت سید حسین بروجردی به قم برعهده داشت.

## ولادت و نسب
تبار وی از سادات حسینی کوه کمر از توابع مرند است و به علی بن الحسین می‌رسد. پدرش سید علی کوه کمری تبریزی از مجتهدان تبریز بود. سید حسین کوه‌کمری مشهور به سید حسین ترک از علمای شیعه قرن سیزدهم قمری عموی وی می‌باشد.

## تحصیل و تدریس
حجت کوه‌کمری پس از گذراندن دروس مقدماتی حوزوی نزد پدرش در تبریز، برای ادامه تحصیل به نجف رفت. وی فقه، اصول، حدیث و رجال را نزد استادان حوزه نجف از جمله سید محمدکاظم طباطبایی یزدی، شیخ الشریعه اصفهانی و آقا ضیاء عراقی فراگرفت. وی از سال ۱۳۰۹ شمسی در قم ساکن گردید و به تدریس در حوزه پرداخت. در سال ۱۳۲۴ احداث مدرسه حجتیه را در قم آغاز کرد.

## مرجعیت شیعه
وی پس از درگذشت سید ابوالحسن اصفهانی در سال ۱۳۲۶ و سید حسین طباطبایی قمی در سال ۱۳۲۷ به مرجعیت تقلید رسید؛ و میلیون‌ها نفر در احکام دینی از او تبعیت می‌کردند.

## درگذشت
سید محمد حجت کوه‌کمری در آخرین کسالتی که برایش ایجاد و منجر به درگذشتش شد، وصی خود سید احمد زنجانی و برخی از شاگردان خود را فراخواند. او با توجه به وضعیت بیماری خود از آن‌ها درخواست کرد که مُهر مرجعیتش را بشکنند تا بعد از او از آن مُهر سوء استفاده نشود. وی سرانجام در روز دوشنبه ۲۸ دی ۱۳۳۱ (سوم جمادی‌الاولی ۱۳۷۲) درگذشت.
وقتی خبر درگذشت حجت به سید حسین بروجردی رسید او از شدت ناراحتی گفت «کمرم شکست»

## بزرگداشت
بزرگداشت حجت کوه‌کمری در بهمن ۱۳۹۶ توسط حوزه علمیه قم برگزار شد.